# 小喙唐松草
小喙唐松草（学名：Thalictrum rostellatum），为毛茛科唐松草属下的一个种。

## 扩展阅读
維基物種上的相關：小喙唐松草